# QR algoritmus
QR algoritmus je numerická metoda pro výpočet vlastních čísel obecné čtvercové {\displaystyle {\boldsymbol {A}}} založená na principu QR rozkladu. Výhodou algoritmu je numerická stabilita.

## Využití rozkladu
Nechť {\displaystyle {\boldsymbol {A}}={\boldsymbol {QR}}}, kde {\displaystyle {\boldsymbol {Q}}} je ortogonální matice a {\displaystyle {\boldsymbol {R}}} je horní trojúhelníková matice. Pak matice {\displaystyle {\boldsymbol {B}}={\boldsymbol {RQ}}} je podobná matici {\displaystyle {\boldsymbol {A}}}, protože:
{\displaystyle {\boldsymbol {B}}={\boldsymbol {RQ}}\implies {\boldsymbol {BQ}}^{-1}={\boldsymbol {R}}\implies {\boldsymbol {A}}={\boldsymbol {QBQ}}^{-1}={\boldsymbol {QBQ}}^{\mathrm {T} }}
Stejným způsobem je možné vyjádřit matici {\displaystyle {\boldsymbol {B}}={\boldsymbol {Q}}^{\mathrm {T} }{\boldsymbol {AQ}}}. Z podobnosti plyne, že obě matice mají shodná vlastní čísla.

## Algoritmus

### Finitní transformace na horní Hessenberův tvar (preprocessing)
Iteračnímu QR algoritmu zpravidla předchází transformace matice typicky do horního Hessenbergova tvaru
{\displaystyle {\boldsymbol {A}}={\boldsymbol {QHQ}}^{\mathrm {T} },\qquad {\text{kde}}\qquad {\boldsymbol {H}}={\begin{pmatrix}h_{11}&h_{12}&h_{13}&\cdots &h_{1n}\\h_{21}&h_{22}&h_{23}&\cdots &h_{2n}\\&h_{32}&h_{33}&\cdots &h_{3n}\\&&\ddots &\ddots &\vdots \\&&&h_{n,n-1}&h_{n,n}\\\end{pmatrix}}},
tedy do „skoro trojúhelníkového“ tvaru, až na obecně nenulovou první poddiagonálu. Tuto transformaci lze provést v konečném počtu kroků (tj. pomocí konečného počtu elementárních aritmetických operací sčítání, odečítání, násobení, dělení a výpočtu druhé odmocniny), např. pomocí tzv. Arnoldiho algoritmu.

### Vlastní iterační algoritmus
Samotný iterační QR algoritmus konverguje limitně (pokud konverguje)
1. {\displaystyle k:=0}, {\displaystyle {\boldsymbol {A}}_{0}:={\boldsymbol {A}}}  je zadaná matice, případně matice {\displaystyle {\boldsymbol {H}}} v horním Hessenbergově tvaru,
2. vypočteme QR rozklad {\displaystyle {\boldsymbol {A}}_{k}={\boldsymbol {Q}}_{k}{\boldsymbol {R}}_{k}},
3. vypočteme novou matici {\displaystyle {\boldsymbol {A}}_{k+1}:={\boldsymbol {R}}_{k}{\boldsymbol {Q}}_{k}} (z předchozích úvah je zřejmé, že {\displaystyle {\boldsymbol {A}}_{k+1}={\boldsymbol {Q}}_{k}^{\mathrm {T} }{\boldsymbol {A}}_{k}{\boldsymbol {Q}}_{k}}),
4. pokud je {\displaystyle {\boldsymbol {A}}_{k+1}} trojúhelníková matice, má vlastní čísla na diagonále. Jinak položíme {\displaystyle k:=k+1} a pokračujeme druhým krokem algoritmu.

V právě popsaném algoritmu je matice {\displaystyle {\boldsymbol {Q}}_{k}} přímo maticí z QR rozkladu, v jistém smyslu tedy eliminuje všechny poddiagonální prvky matice {\displaystyle {\boldsymbol {A}}_{k}}. Jednotlivé iterace je ale možné dělat „jemněji“, resp. postupně. Matice {\displaystyle {\boldsymbol {Q}}_{k}} může být volena tak, aby byl eliminovala jeden nenulový prvek matice {\displaystyle {\boldsymbol {A}}_{k}} pod diagonálou. (Možným postupem je volit {\displaystyle {\boldsymbol {Q}}_{k}} jako Givensovu rotaci {\displaystyle {\boldsymbol {G}}(i,j,\theta )}, kde {\displaystyle i} a {\displaystyle j} jsou indexy řádku a sloupce eliminovaného prvku; k tomu je potřeba nalézt úhel {\displaystyle \theta }, pod kterým lze prvek eliminovat.) 
Horního Hessenbergova tvar má hned několik výhod: Tento tvar je invariantní vůči transformaci {\displaystyle {\boldsymbol {A}}_{k}\;\longmapsto \;{\boldsymbol {A}}_{k+1}} popsané v bodech 2 a 3, tedy je-li {\displaystyle {\boldsymbol {A}}_{0}} v horním Hessenbergově tvaru, jsou také všechny matice {\displaystyle {\boldsymbol {A}}_{k}} v horním Hessenbergově tvaru. V matici navíc potřebujeme eliminovat pouze {\displaystyle n-1} nenulových poddiagonálních prvků, k výpočtu QR rozkladu tedy potřebujeme pouze {\displaystyle n-1} Givensových rotací. 
Pořadí eliminovaných prvků může být např. podle indexů nebo podle velikosti prvku v absolutní hodnotě (vždy ten největší) atp. Další výhodou horního Hessenbergova tvaru je triviální pozorování, že se s každou úspěšnou eliminací poddiagonálního prvku: 
- buď zmenší efektivní rozměr matice o jedna přičemž zároveň dojde k identifikaci jednoho vlastního čísla (když dojde k eliminaci prvního, nebo posledního poddiagonálního prvku),
- nebo se úloha rozpadne na dvě menší zcela nezávislé podúlohy, což je možné využít k paralelizaci (ve všech ostatních případech).

### Poznámka ke konvergenci
Zde prezentovaný QR algoritmus nemusí vždy konvergovat ke trojúhelníkové matici. V praxi se (nejen) proto používá řada sofistikovaných „triků“, které chování algoritmu vylepšují. 
Pro příklad, kdy shora uvedený algoritmus nebude konvergovat, stačí uvažovat reálnou čtvercovou matici {\displaystyle {\boldsymbol {A}}}, která má alespoň jedno vlastní číslo s nenulovou imaginární složkou (pro jednoduchost budeme říkat komplexní vlastní číslo). V důsledku jsou zřejmě všechny matice {\displaystyle {\boldsymbol {A}}_{k}}, {\displaystyle {\boldsymbol {Q}}_{k}}, {\displaystyle {\boldsymbol {R}}_{k}} reálné (nezávisle na tom, zda matice {\displaystyle {\boldsymbol {Q}}_{k}} a {\displaystyle {\boldsymbol {R}}_{k}} (viz krok 2) pocházejí přímo z QR rozkladu, nebo zda mají původ jen v jediné Givensově rotaci; součiny reálných matic {\displaystyle {\boldsymbol {A}}_{k+1}} (viz krok 3) jsou opět pouze reálné matice). Trojúhelníková matice, ke které bychom rádi dokonvergovali (viz krok 4), má ale na diagonále vlastní čísla matice {\displaystyle {\boldsymbol {A}}}, je tedy nutně komplexní.

### Jacobiova diagonalizace
Speciálním případem QR algoritmu je Jacobiova diagonalizace pojmenovaná po matematikovi Carlu Gustavu Jacobu Jacobiovi. Tento případ nastává, pokud je matice {\displaystyle {\boldsymbol {A}}} symetrická. Při volbě {\displaystyle {\boldsymbol {Q}}_{k}={\boldsymbol {G}}(i,j,\theta )} dochází k eliminaci nejen prvku {\displaystyle {\boldsymbol {A}}_{ij}}, ale také prvku {\displaystyle {\boldsymbol {A}}_{ji}}. Výsledkem je pak diagonální matice podobná {\displaystyle {\boldsymbol {A}}}.